# Rupert Sanderson
Rupert Sanderson (* 1966 in Penang, Malaysia) ist ein britischer Schuhdesigner, der ausschließlich Damenschuhe entwirft.

## Leben
Rupert Sanderson studierte Schuhdesign am Cordwainers College in London, nachdem er zunächst in der Werbebranche tätig war. Erste praktische Erfahrungen als Schuhdesigner sammelte er bei Sergio Rossi und Bruno Magli in Bologna, als er eine Italienreise unternahm, um sich mit der italienischen Schuhmanufaktur auseinanderzusetzen. 2001 gründete Sanderson seine eigene Schuhmarke, nachdem er aus Italien zurückgekehrt war.
2008 gewann er den British Fashions Council Award als Accessoire-Designer des Jahres.
2008 rief er außerdem zusammen mit dem Modekritiker Colin McDowell den Nachwuchspreis Fashion Fringe Shoes ins Leben, der junge Schuhdesigner fördern soll.
Rupert Sanderson betreibt zwei eigene Geschäfte in London und seine Schue sind in über 100 Geschäften der Modemetropolen weltweit vertreten.

## Awards
- 2008: British Fashions Council, Accessoire Designer of the Year
- 2009: ELLE Style Awards, Best Accessoire Designer[3]